# أنتوني بيترز (عداء مشي)
أنتوني بيترز (بالإنجليزية: Anthony Peters)‏ هو عداء مشي أمريكي، ولد في 23 أبريل 1996 في بارتليت في الولايات المتحدة.

## وصلات خارجية
- أنتوني بيترز على موقع الاتحاد الدولي لألعاب القوى (الإنجليزية)